# McLaren MP4/4

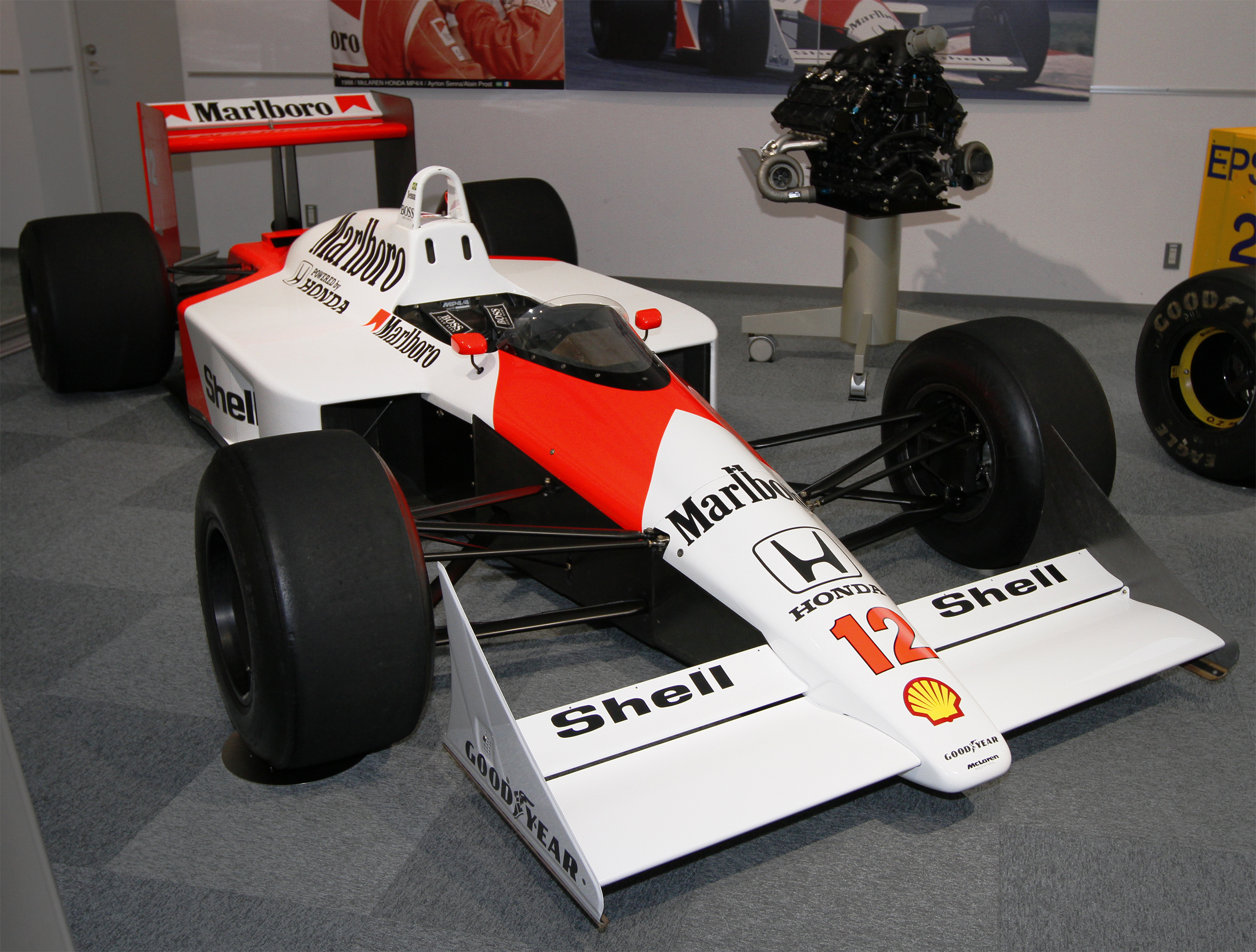
MP4/4 och Honda RA168E-motorn.

McLaren MP4/4, även känd som McLaren-Honda MP4/4, är en av de mest framgångsrika Formel 1-bildesignerna genom tiderna. Den drevs av Hondas RA168E 1,5-liters V6-turbomotor och kördes av lagkamraterna Alain Prost och Ayrton Senna under Formel 1-säsongen 1988. Designen av bilen leddes av den amerikanske ingenjören Steve Nichols, och det fulla ansvaret för designen av chassit hade tilldelats honom av Ron Dennis. Gordon Murray hade som teknisk direktör, rollen som kontakt mellan ritningskontoret och produktionen.
Honda hade tillverkat konstruktörsvinnande motorer 1986 och 1987 för Williams, men bytte inför säsongen 1988 partner till McLaren, som innan hade kämpat med TAG-Porsche-motorer. Motorns design och utveckling leddes av Osamu Goto. MP4/4 blev klart lägre än föregående års MP4/3, vilket tvingade förarna till en mer tillbakalutad, nästan liggande körställning.
McLaren MP4/4 är en av de mest dominerande Formel 1-bilarna som någonsin byggts, och vann alla race utom ett, och tog alla pole positions utom en under säsongen 1988. Teamet vann årets konstruktörstitel med ungefär tre gånger så många poäng som tvåan Ferrari. Bilen hade rekordet för den högsta segerfrekvensen på en säsong fram till 2023, då rekordet slogs av Red Bull Racing RB19, som också drevs av en Honda V6 turbomotor (95,45% seger). Honda MP4/4 har fortfarande rekordet för den högsta andelen ledda varv under en säsong med 97,3 % (1003 av 1031 varv).